# The Man Who Knew Too Little
 The Man Who Knew Too Little és una pel·lícula estatunidenca de Jon Amiel dirigida el 1997.

## Argument
Pel seu aniversari, Wallace Ritchie ret visita al seu germà James, instal·lat a Londres. Però aquest és molt ocupat a preparar un important sopar de negocis. Per desfer-se’n, una vesprada, del seu molest invitat, James l'inscriu a una sessió teatral interactiva en la qual els actors són immergits, en ple carrer, al cor de l'acció. Però un quid pro quo barreja Wallace amb verdaders agents secrets britànics i russos, encarregats d'un complot que apunta reanimar la guerra freda. Persuadit de participar en una obra molt realista, Wallace Ritchie desbarata sense voler totes les trampes i s'introdueix en una boja persecució...

## Repartiment
- Bill Murray: Wallace Ritchie
- Joanne Whalley: Lori
- Peter Gallagher: James Ritchie
- Richard Wilson: Sir Roger Daggenhurst
- Alfred Molina: Boris Blavasky
- Geraldine James: La doctora Ludmilla Krapotkin
- John Standing: Gilbert Embleton
- Anna Chancellor: Barbara Ritchie